# هولند تايلور
هولند تايلور (بالإنجليزية: Holland Taylor)‏ مواليد 14 يناير 1943 في بنسيلفانيا، هي ممثلة أمريكية بدأت مسيرتها الفنية عام 1965. كما أنها من الفائزات بجائزة إيمي.

## الأعمال

### أفلام
- الشهرة
- جوهرة النيل
- عرض ترومان
- بلدة
- سندريلا 2: ويتحقق الحلم
- جزيرة الأحلام المفقودة
- أم طفلة

## روابط خارجية
- هولند تايلور على موقع IMDb (الإنجليزية)
- هولند تايلور على موقع ألو سيني (الفرنسية)
- هولند تايلور على موقع ميوزك برينز (الإنجليزية)
- هولند تايلور على موقع أول موفي (الإنجليزية)
- هولند تايلور على موقع قاعدة بيانات برودواي على الإنترنت (الإنجليزية)
- هولند تايلور على موقع قاعدة بيانات الأفلام السويدية (السويدية)
- هولند تايلور على موقع إن إن دي بي (الإنجليزية)
- هولند تايلور على موقع قاعدة بيانات الفيلم (الإنجليزية)
- هولند تايلور على موقع كينوبويسك (الروسية)